# Liceo classico
Il liceo classico è una scuola secondaria di secondo grado quinquennale a ciclo unico del sistema scolastico italiano incentrata sugli studi umanistici. Fu istituito come scuola d'élite con la riforma Gentile nel 1923, la riforma Gentile è una serie di atti normativi del Regno d'Italia che costituì una riforma scolastica organica. Prese il nome dall'ispiratore, il filosofo neoidealista Giovanni Gentile, ministro della pubblica istruzione del governo Mussolini nel 1923, che la elaborò con la collaborazione di Giuseppe Lombardo Radice. Il liceo classico attuale prese le origini anche dal ginnasio-liceo istituito con la legge Casati del 1859, e fu riformato nel 1940 dalla legge Bottai, che con la creazione della scuola media trasformò il ginnasio in una scuola secondaria di secondo grado quinquennale.
Fornisce un'istruzione non professionalizzante e in genere finalizzata al successivo accesso all'università.

## Descrizione e caratteristiche
Il liceo classico è improntato all'insegnamento delle discipline umanistiche, anche attraverso lo studio delle lingue e delle culture classiche, a cui sono comunque accostate anche materie scientifiche ed altre materie il cui insegnamento è comune a tutte le altre scuole secondarie, tra cui ad esempio matematica, lingua inglese, scienze motorie e sportive oltre che religione cattolica e educazione civica (come materia trasversale nella maggior parte delle scuole).
In base all'ordinamento del 2010 previsto dalla riforma Gelmini, la maggioranza del monte ore è appunto assegnata alle materie umanistiche che prevedono l'insegnamento di lingua e letteratura italiana, lingua e cultura latina, lingua e cultura greca, filosofia, geografia e storia a cui si aggiunge a partire dal terzo anno anche storia dell'arte mentre la rimanente parte è assegnata all'insegnamento di: lingua e cultura inglese, matematica, scienze naturali, scienze motorie e sportive oltre che religione cattolica o attività ad esso alternative a cui si aggiunge fisica a partire dal terzo anno. Geografia e storia vengono trattate unitariamente nel biennio, difatti la materia si chiama Geostoria,  per poi lasciare spazio, a partire dal terzo anno, al solo insegnamento della storia mentre l'insegnamento delle scienze naturali tratta, nel corso dei cinque anni, di biologia, chimica e scienze della Terra.
Nell'ordinamento scolastico italiano, a seguito della riforma dei cicli dell'istruzione secondaria superiore attuata con il Decreto del Presidente della Repubblica 89/2010, il percorso del Liceo Classico è strutturato in un quinquennio.
A differenza della tradizione pre-riforma, che distingueva un biennio propedeutico denominato ginnasio e un triennio successivo, l'attuale ordinamento ha eliminato tale terminologia. I primi due anni del corso di studi del Liceo Classico sono ora semplicemente identificati come primo anno e secondo anno, seguiti dal triennio conclusivo che porta all'esame di Stato.
Questa modifica ha uniformato la nomenclatura del Liceo Classico a quella degli altri indirizzi liceali, pur mantenendo le specificità dei piani di studio che caratterizzano questo percorso.
| Liceo classico (2010 - in vigore)          | 1° biennio | 1° biennio | 2° biennio | 2° biennio | V anno |
| Liceo classico (2010 - in vigore)          | I anno     | II anno    | III anno   | IV anno    | V anno |
| ------------------------------------------ | ---------- | ---------- | ---------- | ---------- | ------ |
| Lingua e letteratura italiana              | 4          | 4          | 4          | 4          | 4      |
| Lingua e cultura latina                    | 5          | 5          | 4          | 4          | 4      |
| Lingua e cultura greca                     | 4          | 4          | 3          | 3          | 3      |
| Lingua e cultura straniera                 | 3          | 3          | 3          | 3          | 3      |
| Storia e geografia                         | 3          | 3          | -          | -          | -      |
| Storia                                     | -          | -          | 3          | 3          | 3      |
| Filosofia                                  | -          | -          | 3          | 3          | 3      |
| Matematica                                 | 3          | 3          | 2          | 2          | 2      |
| Fisica                                     | -          | -          | 2          | 2          | 2      |
| Scienze naturali                           | 2          | 2          | 2          | 2          | 2      |
| Storia dell'arte                           | -          | -          | 2          | 2          | 2      |
| Scienze motorie e sportive                 | 2          | 2          | 2          | 2          | 2      |
| Religione cattolica o attività alternative | 1          | 1          | 1          | 1          | 1      |
| Totale delle ore settimanali               | 27         | 27         | 31         | 31         | 31     |

## Storia

### Ginnasio liceo

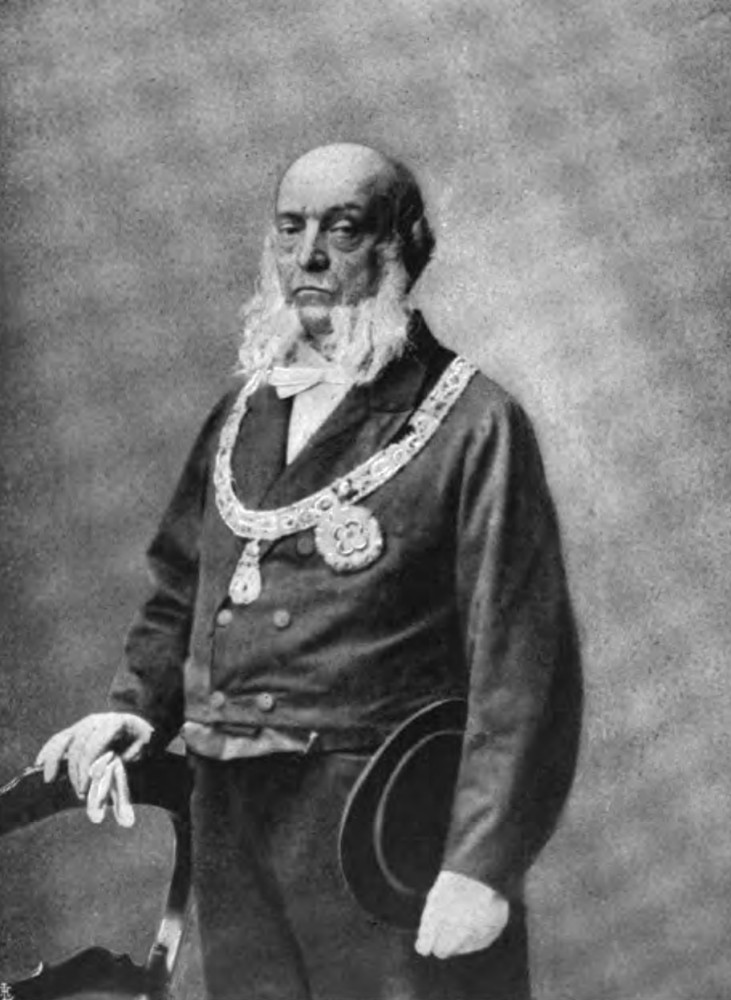
Gabrio Casati.

Il liceo classico trova le sue radici nel "ginnasio-liceo" istituito nel 1859 dalla legge Casati come scuola successiva alle elementari, che venivano rese obbligatorie; la legge, inizialmente vigente nel solo Regno di Sardegna, fu poi estesa a tutta Italia dopo l'unificazione. I licei, peraltro, già esistevano, essendo stati istituiti in epoca napoleonica per assicurare un'istruzione di alto livello anche da parte di istituzioni laiche. Con la legge Casati si voleva, come nel resto d'Europa, mettere ordine nel settore, precisando quali erano le prerogative dello Stato in materia di istruzione.
Sul modello della tradizione scolastica umanistica preunitaria, la legge Casati prevedeva un unico indirizzo liceale in cui le materie letterarie e umanistiche erano prevalenti. Il piano di studi originario prevedeva un corso di otto anni (non esistendo all'epoca la scuola media), diviso in un quinquennio ginnasiale e in un triennio liceale; lo studio del latino iniziava nella prima classe del ginnasio, quello del greco nella terza.
Il ginnasio-liceo era una scuola secondaria della durata di otto anni. Vi si accedeva dopo la scuola elementare (inizialmente di durata quadriennale) e dava accesso a qualsiasi facoltà universitaria; il ginnasio-liceo era l'unico corso di studi secondario di tipo liceale, ovvero non finalizzato a una formazione tecnico-professionale, ma al proseguimento degli studi in ambito universitario.
Il piano di studi si rifaceva direttamente alla tradizione scolastica del trivio ed erano quindi prevalenti le materie umanistiche, tanto che, ai primi anni del ginnasio, le sole italiano e latino coprivano tre quinti del totale delle ore di lezione. Va però considerato che, all'epoca, la scuola elementare (quadriennale e comunale) era molto diversa da quella moderna e che, di fatto, la prima vera scolarizzazione avveniva al ginnasio.
Il ginnasio-liceo era quindi pensato per formare le future classi dirigenti: chi lo frequentava avrebbe proseguito gli studi, perciò i programmi non contemplavano alcuno scopo utilitaristico né riferimenti al mondo del lavoro.
Fin dal suo inizio, la scuola fu criticata per il suo approccio umanistico-filosofico, che relegava ad un ruolo di secondo piano l'istruzione tecnica.
| Ginnasio (1859)                | I  | II | III | IV | V  |
| ------------------------------ | -- | -- | --- | -- | -- |
| Lingua e letteratura italiana  | 7  | 7  | 6   | 4  | 4  |
| Lingua e cultura latina        | 8  | 8  | 9   | 6  | 6  |
| Lingua e cultura greca antica  | -  | -  | 2   | 4  | 4  |
| Storia e geografia             | 4  | 4  | 2   | 3  | 3  |
| Aritmetica                     | 1  | 1  | 1   | 3  | 3  |
| Ginnastica e esercizi militari | 4  | 4  | 4   | 2  | 2  |
| Religione                      | 1  | 1  | 1   | 1  | 1  |
| Totale delle ore settimanali   | 25 | 25 | 25  | 23 | 23 |

| Liceo (1859)                 | I  | II | III |
| ---------------------------- | -- | -- | --- |
| Italiano                     | 5  | 4  | 3   |
| Latino                       | 3  | 2  | 2   |
| Greco                        | 2  | 2  | 2   |
| Storia                       | 4  | 4  | 3   |
| Matematica                   | 8  | -  | 3   |
| Fisica e chimica             | -  | 6  | 3   |
| Filosofia                    | -  | 4  | 4   |
| Storia naturale              | -  | -  | 5   |
| Totale delle ore settimanali | 22 | 22 | 25  |

### Successive modifiche
Il ginnasio liceo delineato dalla legge Casati rimase sostanzialmente invariato fino al 1923, anche se i programmi e i quadri orari vennero rinnovati più volte (nel 1867, 1881, 1884, 1888, 1892). Il quadro orario del 1892 introdusse lo studio del francese dalla terza ginnasio alla quinta ginnasio, colmando la mancanza di una lingua straniera.
All'inizio del Novecento, essendo emerso il problema della carente istruzione matematico/scientifica, fu concesso ai singoli licei di attivare sezioni sperimentali in cui, al posto del greco, potevano essere impartiti insegnamenti di matematica o di una lingua moderna. Nel 1911 fu istituito il liceo moderno, che si affiancò al corso tradizionale; per distinguerlo da quest'ultimo, il tradizionale ginnasio liceo iniziò a essere chiamato informalmente "liceo classico", anche se, ufficialmente, il nome restava "ginnasio-liceo".
Il liceo moderno fu abolito nel 1923 con la riforma Gentile, che contestualmente istituì il liceo scientifico.

### Riforma Gentile e preminenza del liceo classico
La riforma Gentile del 1923 riprese l'impianto complessivo del ginnasio/liceo, accentuandone l'aspetto umanistico-classicista. Questo era in sintonia con i principi della filosofia neoidealista, di cui Gentile era, con Benedetto Croce, il massimo esponente. Infatti i filosofi neoidealisti consideravano le discipline letterarie, storiche e filosofiche le uniche in grado di fornire vera e propria conoscenza. Veniva valorizzata soprattutto la filosofia, costituendo essa la fondazione ultima delle scienze astratte e naturali, e proprio per questo indispensabile per renderle comprensibili.
Nella logica gentiliana la scuola d'élite doveva coincidere con il liceo "classico", destinato alla formazione delle future classi dirigenti e per questo posto in una posizione privilegiata nei confronti degli altri indirizzi secondari superiori: solo ai diplomati in possesso di maturità classica era infatti concessa la libera iscrizione in qualsiasi facoltà universitaria, mentre ad esempio chi proveniva dal liceo scientifico non poteva iscriversi né a lettere, né a giurisprudenza. Questa ultima preclusione era particolarmente grave, in quanto giurisprudenza era la laurea di elezione per i politici e i parlamentari.
I profondi mutamenti apportati all'intero sistema scolastico si risentiranno anche sul liceo classico: la nuova scuola elementare, quinquennale e statale, garantiva una preparazione adeguata; per accedere al ginnasio bisognava superare un nuovo impegnativo esame di ammissione; erano previsti esami altrettanto impegnativi tra la III e la IV ginnasio, tra la V ginnasio e la I liceo, e, a fine corso, il nuovo esame di maturità, un esame di stato estremamente rigoroso.
I nuovi programmi ministeriali esaltavano la componente estetico-letteraria: lo studio dell'italiano e della filosofia fu strutturato in chiave storica, come studio della storia della letteratura e del pensiero filosofico.
Il nome ufficiale rimase "ginnasio liceo", benché l'ultimo triennio venisse correntemente chiamato "liceo classico", per poterlo distinguere dal liceo scientifico.
| Ginnasio (1923 - 1940)       | I  | II | III | IV | V  |
| ---------------------------- | -- | -- | --- | -- | -- |
| Italiano                     | 7  | 7  | 7   | 5  | 5  |
| Latino                       | 8  | 7  | 7   | 6  | 6  |
| Greco                        | -  | -  | -   | 4  | 4  |
| Lingua straniera             | -  | 3  | 4   | 4  | 4  |
| Storia e geografia           | 5  | 5  | 4   | 3  | 3  |
| Matematica                   | 1  | 2  | 2   | 2  | 2  |
| Totale delle ore settimanali | 21 | 24 | 24  | 24 | 24 |

| Liceo (1923 - 1940)                   | I  | II | III |
| ------------------------------------- | -- | -- | --- |
| Lettere italiane                      | 4  | 4  | 3   |
| Lettere latine                        | 4  | 4  | 3   |
| Lettere greche                        | 4  | 4  | 3   |
| Storia                                | 3  | 3  | 3   |
| Filosofia                             | 3  | 3  | 3   |
| Matematica                            | 3  | 2  | 3   |
| Fisica                                | 1  | 2  | 2   |
| Scienze naturali, chimica e geografia | 3  | 2  | 3   |
| Storia dell'arte                      | -  | 2  | 2   |
| Totale delle ore settimanali          | 25 | 26 | 25  |

### Riforma Bottai e nascita del liceo classico

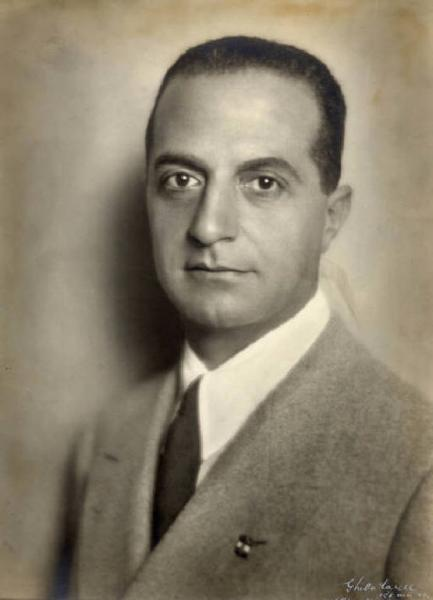
Giuseppe Bottai.

Prima della Riforma Bottai l'istruzione dopo le elementari era divisa in diverse scuole, ognuna delle quali era propedeutica a un certo indirizzo (liceale o tecnico). Nel 1940 Bottai istituì la scuola media "unica" triennale, che assorbì i primi tre anni di ginnasio: da allora il liceo classico è strutturato come una scuola quinquennale, ma mantenne la numerazione delle classi previgente (quindi i primi due anni sono le classi quarta e quinta del ginnasio, gli ultimi tre sono le classi prima, seconda e terza del liceo: la numerazione è peculiare, poiché le altre scuole secondarie prevedono le classi dalla prima alla quinta in corrispondenza degli anni di corso).
A parte qualche necessario ritocco agli orari, come la divisione di storia e geografia in due singole materie per il IV e V ginnasio, il nuovo corso rimaneva sostanzialmente identico al precedente.
In questa occasione il nome ufficiale fu cambiato in "liceo classico"; la denominazione degli anni di corso, però, rimase quella tradizionale, non più in vigore dal 2010: dopo la III media c'erano la IV e la V ginnasio e poi la I, la II e la III liceo classico.
Permanevano l'impostazione gentiliana con l'accesso in esclusiva a tutti i corsi universitari e la lingua straniera limitata al primo biennio. Quest'ultimo aspetto cominciò a essere percepito come una lacuna, sempre più grave col passare degli anni, che sarà superata solo negli anni novanta con il meccanismo delle sperimentazioni.
A causa degli eventi bellici, dopo Bottai 1940-1944 l'orario e il quadro delle materie fu più volte rimaneggiato (vedi Biggini 1944/45 e Arangio Ruitz 1945-1952) nell'età della Repubblica. L'orario definitivo si avrà solo nel 1952/53 ad opera del min. Segni.
| Liceo classico (1952 - 2010)               | Ginnasio | Ginnasio | Liceo | Liceo | Liceo |
| Liceo classico (1952 - 2010)               | IV       | V        | I     | II    | III   |
| ------------------------------------------ | -------- | -------- | ----- | ----- | ----- |
| Lingua e lettere italiane                  | 5        | 5        | 4     | 4     | 4     |
| Lingua e lettere latine                    | 5        | 5        | 4     | 4     | 4     |
| Lingua e lettere greche                    | 4        | 4        | 3     | 3     | 3     |
| Lingua e letteratura straniera             | 4        | 4        | -     | -     | -     |
| Storia                                     | 2        | 2        | 3     | 3     | 3     |
| Geografia                                  | 2        | 2        | -     | -     | -     |
| Filosofia                                  | -        | -        | 3     | 3     | 3     |
| Matematica                                 | 2        | 2        | 3     | 2     | 2     |
| Fisica                                     | -        | -        | -     | 2     | 3     |
| Scienze naturali, chimica e geografia      | -        | -        | 4     | 3     | 2     |
| Storia dell'arte                           | -        | -        | 1     | 1     | 2     |
| Educazione fisica                          | 2        | 2        | 2     | 2     | 2     |
| Religione cattolica o attività alternative | 1        | 1        | 1     | 1     | 1     |
| Totale delle ore settimanali               | 27       | 27       | 28    | 28    | 29    |

### Dopoguerra e perdita del ruolo di scuola elitaria
La quota degli studenti del liceo classico iniziò a diminuire in favore del liceo scientifico, l'accesso al quale era stato facilitato con l'istituzione della scuola media. Dopo il 1969, con la liberalizzazione dell'accesso all'università, questa quota si ridusse ulteriormente; al momento della riforma Gelmini (varata nel 2010), fra gli iscritti all'ultimo anno di corso, il liceo classico avrebbe contato 51.000 studenti a fronte dei 103.000 del liceo scientifico.
Nel 1969 l'accesso all'università venne liberalizzato, ponendo un termine alla preminenza del liceo classico nei confronti degli altri indirizzi di studi secondari: l'iscrizione a ogni facoltà fu concessa a tutti i diplomati degli istituti di istruzione secondaria di secondo grado di durata quinquennale.

### Sperimentazioni

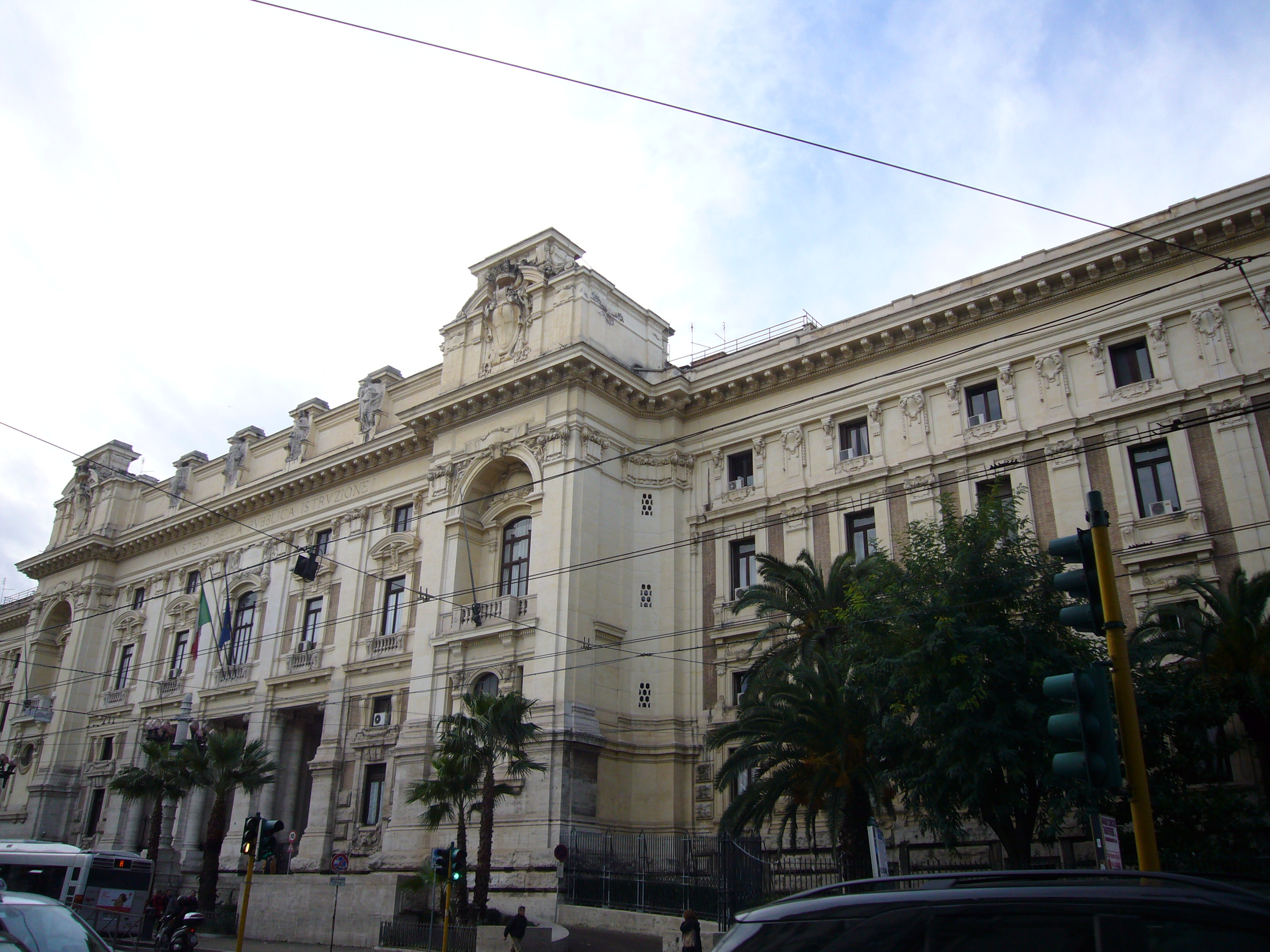
Sede ministeriale in viale Trastevere, a Roma.

Come tutte le altre scuole superiori, anche i licei classici a partire dal '70 godettero di una certa autonomia che consentì di attivare corsi sperimentali insieme al corso d'ordinamento ufficiale previsto dal Ministero, o anche in sostituzione di questo. I corsi sperimentali, una volta approvati con circolare ministeriale, potevano essere liberamente adottati dai singoli licei.
La sperimentazione più diffusa andava a colmare quella che era avvertita come la maggiore lacuna di questa scuola, ossia la mancanza della lingua straniera negli ultimi tre anni; e in effetti, questa sperimentazione sostituì di fatto il corso d'ordinamento e fu essa stessa la base di ulteriori sperimentazioni, come la sperimentazione storia dell'arte e la sperimentazione P.N.I. Al momento della riforma Gelmini (2010), la stragrande maggioranza degli studenti frequentava uno di questi corsi:
- Sperimentazione liceo classico della Comunicazione: prevedeva lo studio della materia aggiuntiva "Scienze della Comunicazione", inoltre venivano inserite nel programma un'ora di diritto ed economia sin dalla quarta ginnasio, due ore in più di matematica e due ore di scienze della terra e biologia. Il Linguaggio della Comunicazione può variare da informatica, cinema, teatro e danza.
- Sperimentazione liceo classico PNI linguistico: prevedeva il consueto potenziamento della matematica (4 ore al ginnasio, 3 ore al liceo) e l'insegnamento non curricolare di una seconda lingua straniera (francese, tedesco, spagnolo, prevalentemente la prima) per due ore settimanali per i primi quattro anni. L'apprendimento dell'area linguistica, così potenziata, viene fondato sullo studio comparato delle radici classiche comuni grammaticali e semantico-lessicali. L'indirizzo coniuga, dunque, la formazione classica, integrata con ampliamenti in aree matematico-informatiche, con le esigenze della cittadinanza europea, ampliando il curriculum con l'insegnamento di una seconda lingua comunitaria.

#### Sperimentazione lingua straniera
| Liceo classico (fino al 2010) sperimentazione lingua straniera | Ginnasio | Ginnasio | Liceo | Liceo | Liceo |
| Liceo classico (fino al 2010) sperimentazione lingua straniera | IV       | V        | I     | II    | III   |
| -------------------------------------------------------------- | -------- | -------- | ----- | ----- | ----- |
| Lingua e lettere italiane                                      | 5        | 5        | 4     | 4     | 4     |
| Lingua e lettere latine                                        | 5        | 5        | 4     | 4     | 4     |
| Lingua e lettere greche                                        | 4        | 4        | 3     | 3     | 3     |
| Lingua e letteratura straniera                                 | 3        | 3        | 3     | 3     | 3     |
| Storia                                                         | 2        | 2        | 3     | 3     | 3     |
| Geografia                                                      | 2        | 2        | -     | -     | -     |
| Filosofia                                                      | -        | -        | 3     | 3     | 3     |
| Matematica                                                     | 2        | 2        | 3     | 2     | 2     |
| Fisica                                                         | -        | -        | -     | 2     | 3     |
| Scienze naturali, chimica e geografia                          | -        | -        | 4     | 3     | 2     |
| Storia dell'arte                                               | -        | -        | 1     | 1     | 2     |
| Educazione fisica                                              | 2        | 2        | 2     | 2     | 2     |
| Religione cattolica o attività alternative                     | 1        | 1        | 1     | 1     | 1     |
| Totale delle ore settimanali                                   | 26       | 26       | 31    | 31    | 32    |

#### Sperimentazione lingua e arte
| Liceo classico (fino al 2010) sperimentazione lingua e arte | Ginnasio | Ginnasio | Liceo | Liceo | Liceo |
| Liceo classico (fino al 2010) sperimentazione lingua e arte | IV       | V        | I     | II    | III   |
| ----------------------------------------------------------- | -------- | -------- | ----- | ----- | ----- |
| Lingua e lettere italiane                                   | 5        | 5        | 4     | 4     | 4     |
| Lingua e lettere latine                                     | 5        | 5        | 4     | 4     | 4     |
| Lingua e lettere greche                                     | 4        | 4        | 3     | 3     | 3     |
| Lingua e letteratura straniera                              | 3        | 3        | 3     | 3     | 3     |
| Storia                                                      | 2        | 2        | 3     | 3     | 3     |
| Geografia                                                   | 2        | 2        | -     | -     | -     |
| Filosofia                                                   | -        | -        | 3     | 3     | 3     |
| Matematica                                                  | 2        | 2        | 3     | 2     | 2     |
| Fisica                                                      | -        | -        | -     | 2     | 3     |
| Scienze naturali, chimica e geografia                       | -        | -        | 4     | 3     | 2     |
| Storia dell'arte                                            | 2        | 2        | 2     | 2     | 2     |
| Educazione fisica                                           | 2        | 2        | 2     | 2     | 2     |
| Religione cattolica o attività alternative                  | 1        | 1        | 1     | 1     | 1     |
| Totale delle ore settimanali                                | 28       | 28       | 32    | 32    | 32    |

#### Sperimentazione lingua e PNI
| Liceo classico (fino al 2010) sperimentazione lingua e PNI | Ginnasio | Ginnasio | Liceo | Liceo | Liceo |
| Liceo classico (fino al 2010) sperimentazione lingua e PNI | IV       | V        | I     | II    | III   |
| ---------------------------------------------------------- | -------- | -------- | ----- | ----- | ----- |
| Lingua e lettere italiane                                  | 5        | 5        | 4     | 4     | 4     |
| Lingua e lettere latine                                    | 5        | 5        | 4     | 4     | 4     |
| Lingua e lettere greche                                    | 4        | 4        | 3     | 3     | 3     |
| Lingua e letteratura straniera                             | 3        | 3        | 3     | 3     | 3     |
| Storia                                                     | 2        | 2        | 3     | 3     | 3     |
| Geografia                                                  | 2        | 2        | -     | -     | -     |
| Filosofia                                                  | -        | -        | 3     | 3     | 3     |
| Matematica                                                 | 4        | 4        | 3     | 3     | 3     |
| Fisica                                                     | -        | -        | -     | 2     | 3     |
| Scienze naturali, chimica e geografia                      | -        | -        | 4     | 3     | 2     |
| Storia dell'arte                                           | -        | -        | 1     | 1     | 2     |
| Educazione fisica                                          | 2        | 2        | 2     | 2     | 2     |
| Religione cattolica o attività alternative                 | 1        | 1        | 1     | 1     | 1     |
| Totale delle ore settimanali                               | 28       | 28       | 31    | 32    | 33    |

#### Sperimentazione bilinguismo
| Liceo classico (fino al 2010) sperimentazione bilinguismo | Ginnasio | Ginnasio | Liceo | Liceo | Liceo |
| Liceo classico (fino al 2010) sperimentazione bilinguismo | IV       | V        | I     | II    | III   |
| --------------------------------------------------------- | -------- | -------- | ----- | ----- | ----- |
| Lingua e lettere italiane                                 | 5        | 5        | 4     | 4     | 4     |
| Lingua e lettere latine                                   | 5        | 5        | 4     | 4     | 4     |
| Lingua e lettere greche                                   | 4        | 4        | 3     | 3     | 3     |
| Lingua e letteratura straniera 1                          | 3        | 3        | 3     | 3     | 3     |
| Lingua e letteratura straniera 2                          | 3        | 3        | 3     | 3     | 3     |
| Storia                                                    | 2        | 2        | 3     | 3     | 3     |
| Geografia                                                 | 2        | 2        | -     | -     | -     |
| Filosofia                                                 | -        | -        | 3     | 3     | 3     |
| Matematica                                                | 2        | 2        | 3     | 2     | 2     |
| Fisica                                                    | -        | -        | -     | 2     | 3     |
| Scienze naturali, chimica e geografia                     | -        | -        | 4     | 3     | 2     |
| Storia dell'arte                                          | -        | -        | 1     | 1     | 2     |
| Educazione fisica                                         | 2        | 2        | 2     | 2     | 2     |
| Religione cattolica o attività alternative                | 1        | 1        | 1     | 1     | 1     |
| Totale delle ore settimanali                              | 29       | 29       | 34    | 34    | 35    |

#### Sperimentazione Brocca
il Progetto Brocca prevedeva ore supplementari rispetto al liceo classico tradizionale, con l'inserimento nel biennio del diritto e dell'economia, della frequenza presso il laboratorio di chimica e fisica, dell'informatica abbinata alla matematica per tutto il quinquennio, e un potenziamento delle ore di scienze (chimica, biologia, scienze della Terra). La sperimentazione è stata abolita con l'entrata in vigore della riforma Gelmini.

#### Sperimentazione classico europeo
Il Liceo classico europeo prese le mosse dai principi del trattato di Maastricht. L'apprendimento delle lingue degli Stati membri viene abbinata alla conoscenza della cultura e della storia dei popoli europei e questo istituto nasce per favorire la formazione di una coscienza europea, per ottenere un rafforzamento sempre maggiore dell'Unione europea.
Il liceo classico europeo è stato pensato a partire dai programmi del liceo classico tradizionale ai quali sono stati aggiunti interessi specifici o innovative. In particolare lo studio quinquennale di due lingue straniere (la lingua inglese e una seconda lingua comunitaria tra il francese, il tedesco e lo spagnolo), del diritto e dell'economia politica, di due materie curriculari non linguistiche insegnate in lingua straniera tra storia, storia dell'arte, scienze, geografia (chiamata anche geostoria), diritto ed economia politica, l'accorpamento del greco e del latino in un'unica materia (lingue e letterature classiche) con approccio comparatista; inoltre le ore di matematica vengono aumentate fino a raggiungere un totale uguale a quello del liceo scientifico.

### Anni 2000
Nel 2008 gli iscritti al liceo classico erano circa 280 000 (il 70% ragazze), ponendo questo indirizzo scolastico al quarto posto dopo i licei scientifici e gli istituti tecnici e professionali.
Secondo i dati forniti da La Repubblica, dal 2010 al 2023 il numero di matricole del liceo classico si è dimezzato.
Nell'anno scolastico 2024/2025 gli iscritti sono stati il 5,34% in calo dello 0,34% rispetto all'anno scolastico 2023/2024

## Dibattito e criticità
Secondo dati del consorzio Almalaurea, al 2016 i diplomati del liceo classico conseguivano il punteggio di laurea più alto (105/110) in quindici settori differenti, e pari merito col liceo scientifico nelle facoltà di ingegneria (con una media di 102,1). I diplomati del classico risultavano regolari negli studi al pari di quelli dello scientifico. Inoltre, ne usciva superata l'immagine classista di questa scuola: il 33,8% degli iscritti proveniva infatti dalla classe media impiegatizia, mentre il 13,7% dalla classe del lavoro esecutivo. Secondo i dati di Almadiploma, il 74% degli ex allievi ha dichiarato che sceglierebbe di nuovo lo stesso percorso di studi.
Sull'utilità dello studio del latino è stato osservato che il 75% delle parole inglesi sono prestiti dal francese (lingua neolatina) o da questa lingua classica.
Secondo alcuni autori sarebbe la scuola che prepara meglio ad affrontare gli studi universitari ma le opinioni in merito non sono concordi. Numerosi scienziati italiani hanno un solido background umanistico. Il classico è stato considerato a lungo "scuola formativa per eccellenza", e la sua organizzazione fu impostata a tal fine. Nel tempo ha fatto registrare una riduzione di iscritti.
Il dibattito sulla necessità o meno di abolire lo studio del latino e del greco antico non è recente. Già nel 1782, Thomas Jefferson affermava che in Europa l'insegnamento del greco e del latino era in disuso. Nella relazione Sulle condizioni della pubblica istruzione nel Regno d'Italia del 1865, si affermava che «Le lettere latine non sono studiate né amate dai giovani e, in quanto a cognizioni di latino, si ha un notevole regresso da venticinque anni a questa parte» e, per il greco, «il frutto dello studio del greco nelle nostre scuole è così scarso, e che i giovani appena uscitine, dimenticano così profondamente quel poco che ne hanno appreso, che è impossibile non considerare come perduto il tempo e la fatica che discepoli e maestri vi hanno consacrato». All'inizio del XXI secolo, Federico Condello e il quotidiano Il Sole 24 Ore si sono occupati della questione.
Nel 1906, Ernesto Cesare Longobardi scrisse che "l'Italia ha più bisogno di uomini che producono che di uomini che parlino e scrivano, più di commercianti e di tecnici che di commentatori di classici"; ma affermò anche che abbandonare completamente lo studio del latino sarebbe altrettanto dannoso.
Secondo Françoise Waquet, la rivoluzione sociale che ha portato all'informazione di massa è stata generata anche dal rifiuto del privilegio sul piano della comunicazione da parte di una élite. Il latino era stato non tanto una lingua morta, quanto piuttosto una linea guida per affrontare la vita.
Dai sostenitori del modello educativo che il liceo classico incarna, la comprensione del testo è vista come fondamentale per poter tradurre correttamente latino e greco antico; tale traduzione è stata assimilata a "ricerca scientifica" come tipo di esercizio mentre, secondo altre opinioni, quanto si fa coi testi di letteratura greca e latina si potrebbe realizzare con pari risultati dedicandosi alle lingue moderne. Inoltre l'insegnamento delle lingue antiche non migliorerebbe la preparazione degli studenti, confrontandola con quella ottenuta dalle altre scuole superiori, ma soltanto le loro competenze nell'ambito delle discipline umanistiche, quindi sarebbe più idonea solo per studenti con questi specifici interessi.
Per alcuni gli insegnamenti sono rimasti legati ai secoli passati, quando la formazione era destinata all'élite. Se i dati statistici sembrano premiare il liceo classico, questo non risulterebbe sufficiente per sancire una superiorità del liceo classico rispetto alle altre scuole superiori. Avendo ancora oggi il liceo classico la fama di essere una scuola elitaria, gli studenti che si iscrivono al liceo classico sarebbero in partenza già un po' più preparati e motivati dalle famiglie rispetto a quelli che si iscrivono in altre scuole superiori e avrebbero raggiunto risultati migliori già dalla scuola media inferiore. Un altro fattore potrebbe essere la presenza molto ridotta di studenti extracomunitari, partendo da analisi che mettono in relazione il numero di studenti stranieri col rendimento collettivo.
Il liceo classico non sarebbe al passo con la modernità e, diversamente da quanto avviene nei Paesi più sviluppati, solo in Italia una "scuola elitaria" rende obbligatorio l'insegnamento del latino e del greco antico. L'istruzione in Paesi come la Finlandia, considerata tra le migliori al mondo, oppure quella degli Stati Uniti d'America (i cui contenuti e modello, come il SAT o l'APT del The College Board, sono stati imitati anche da molte scuole superiori cinesi), non prevedono l'insegnamento delle lingue antiche se non marginalmente.
Secondo alcuni, il liceo classico sarebbe la "scuola che tutti ci invidiano", e questo è stato ripetuto da più fonti; tuttavia la scuola italiana (e il liceo classico in particolare) non sembrerebbe essere ai vertici dell'istruzione europea o mondiale. Le classifiche pubblicate da organismi come l'OCSE spiegano che gli studenti italiani studiano per un numero di ore (in media 50 ore a settimana) sensibilmente maggiore rispetto a studenti di altri Paesi, come ad esempio Germania (36 ore a settimana) o Svizzera (38 ore a settimana) e, nonostante ciò, la preparazione degli studenti italiani sarebbe nettamente inferiore.
In occasione delle elezioni politiche del 2018, Emma Bonino ha affermato che in Italia sarebbero necessari più ingegneri e operai specializzati che latinisti, e che i laureati in Italia sono di per sé pochi e spesso preferiscono corsi di laurea umanistici, con scarsi e malpagati sbocchi lavorativi. Il periodico iO Donna ha pubblicato un'analisi comparata condotta separatamente dai giornalisti Tommaso Labate e Paolo Conti dalla quale emerge il terrore di formare "legioni di coltissimi disoccupati intellettuali".

## Rete Nazionale dei Licei Classici
Il 21 aprile 2016, presso il Liceo Classico-Scientifico "Gulli e Pennisi" di Acireale (CT), è stato sottoscritto e depositato l'atto istitutivo della Rete Nazionale dei Licei Classici (RLNC), soggetto pubblico al quale, a maggio 2016, già aderivano oltre ottanta istituti presenti in sedici regioni di tutto il Paese. Fra gli obiettivi istituzionali della rete, sono citati la promozione di "iniziative finalizzate alla valorizzazione e alla diffusione della cultura e degli studi umanistici" e la "diffusione di testi in formato digitale e materiali per la didattica prodotti dalle singole istituzioni scolastiche", aprendo alla possibilità di un loro rilascio a contenuto aperto, liberamente consultabile anche da utilizzatori diversi da studenti e docenti di istituti superiori o università.
Le competenze della RLNC riguardano:
- aspetti organizzativi: tecnologie multimediali, ambienti di lavoro e di apprendimento, processi, progetti, competenze
- aspetti didattici: materiale didattico, buone pratiche ed esperienze, seminari e incontri a livello territoriale, attività o laboratori di ricerca e formazione, alternanza scuola-lavoro.

Il 17 maggio 2018 è stato presentato al MIUR il portale della Rete Nazionale dei Licei Classici, strumento comunicativo e collaborativo utile per condividere la programmazione degli obiettivi strategici e l'adeguamento "metodologico-didattico delle discipline d'indirizzo di curricolo" qualificanti il percorso di studi.
Le risorse economico-finanziarie della Rete sono attinte dal MIUR, dagli Uffici Scolastici Regionali, da enti e soggetti privati. La loro gestione amministrativa e contabile è a carico dell'istituto capofila.

## Diffusione
Secondo dati del MIUR, al 2017 sarebbero presenti in Italia 707 licei classici, di cui 565 statali e 162 paritari. Le regioni che ne vantano il numero maggiore sono la Campania (97), il Lazio (90) e la Sicilia (88, a fronte di 5 milioni di abitanti).
La Lombardia ne ha 75 per 10 milioni di abitanti, il Piemonte ne ha 37 per 4.3 mln di residenti, la Puglia 58 per poco più di 4, l'Emilia-Romagna 26 per 4.4 milioni.

## Licei classici più antichi in attività

### Istituti fondati nel XV secolo
- Liceo classico Niccolò Forteguerri, fondato a Pistoia nel 1475 con il nome di Pia Casa della Sapienza.[40] Vi insegnò Giosuè Carducci, che poi fu chiamato all'Università di Bologna.
- Convitto nazionale Agostino Nifo, fondato tra il XIV e il XVII secolo come convento per i monaci agostiniani. L'11 luglio 1868 un certo Giambattista Solari di Napoli venne nominato Direttore del Ginnasio, a seguito del rifiuto di Stanislao Trabucco. Con deliberazione del 21 agosto l'istituto venne ufficialmente nominato "Agostino Nifo", dal filosofo sessano che aveva anche alloggiato nel convento secoli prima; pochi mesi dopo il Ginnasio nacque anche il Liceo classico.

### Istituti fondati nel XVI secolo
- Liceo classico Paolo Sarpi, fondato a Bergamo nel 1506 come scuola della "Misericordia", prima scuola pubblica di grammatica, scienze umane e retorica della città, divenuta "Accademia della Misericordia" nel 1566, regio Liceo con decreto napoleonico nel 1803 infine, dal 1865 liceo ginnasio Paolo Sarpi
- Liceo classico Decio Celeri, fondato a Lovere nel settembre 1531 come "Scuola di grammatica, pubblica e gratuita, a cura della comunità civile e affidata all'umanista Maffeo Marchesi da Esmate", trasformata nel 1630 in "Accademia Brighenti, istituto di retorica, filosofia e teologia", trasformata in seminario nel 1763 dal Vescovo di Brescia Mons. Domenico Bollani; dichiarato Regio ginnasio nel settembre 1887; dedicato a Decio Celeri nel settembre 1928; dichiarato autonomo nel settembre 1962 quale "Liceo ginnasio Decio Celeri"[41]
- Liceo classico Giovanni Prati, fondato a Trento nel 1540, affidato ai gesuiti nel 1625, scuola dell'obbligo per il Tirolo nel 1805, imperial regio ginnasio dal 1810 al 1919, poi liceo classico Giovanni Prati.
- Liceo classico Vittorio Emanuele II, fondato a Palermo nel 1549 dai gesuiti. Venne riconosciuto dal governo postunitario nel 1860 e dal 1865 divenne liceo Vittorio Emanuele II.
- Liceo classico Ennio Quirino Visconti, fondato a Roma nel 1551 come Collegio Romano da Ignazio di Loyola. Dopo la presa di Roma del 1871 divenne regio liceo Ennio Quirino Visconti. La sede è monumento nazionale.
- Liceo classico e scientifico Alessandro Volta, fondato a Como nel 1561 come collegio diretto dai gesuiti, dal 1773 real ginnasio, dal 1851 ginnasio liceale infine liceo Alessandro Volta.
- Liceo classico Tommaso Campanella, fondato a Reggio Calabria nel 1564 come collegio gesuitico. Nel 1667 fu soppresso e due anni dopo venne istituita una scuola di umanità. Un terremoto e altre vicende costrinsero a nuove chiusure e riaperture di istituti e collegi. Nel 1814 fu istituito il liceo di Reggio Calabria con decreto di Gioacchino Murat e nel 1865 divenne liceo Tommaso Campanella.[42]
- Liceo classico Cavour, fondato a Torino nel 1568 come "Collegio dei Nobili" del Ducato di Savoia, dal 1805 liceo napoleonico del Piemonte francese poi reale collegio maggiore del Regno di Sardegna. Dal 1848 divenne il primo liceo statizzato del regno con le leggi Boncompagni, dal 1859 regio liceo e regio ginnasio e dal 1865 liceo Cavour.
- Liceo ginnasio statale Leonardo Ximenes, fondato a Trapani nel 1580.
- Liceo Giuseppe Palmieri, fondato a Lecce nel 1583 come collegio Lupiense dai gesuiti guidati da Bernardino Realino. Dopo il 1770 questa istituzione subì varie traversie, venne soppressa per essere poi riaperta nel 1807 come collegio-convitto dedicato a San Giuseppe e nel 1832 fu riaffidata ai gesuiti. Dal 1861 fu liceo ginnasio e pochi anni più tardi liceo Giuseppe Palmieri.[43]
- Liceo classico Virgilio, fondato a Mantova nel 1584 come collegio dei gesuiti, dal 1807 divenne regio liceo del Mincio con decreto napoleonico e dal 1867 liceo ginnasio Virgilio. Ha sede nel palazzo degli Studi di Mantova.[44]
- Liceo ginnasio statale Muratori, fondato a Modena nel 1591 come scuola dei gesuiti di San Bartolomeo. Dal 1860 regio ginnasio-liceo Ludovico Antonio Muratori. Dal 2016 Liceo Muratori-San Carlo.[45]

### Istituti fondati nel XVII secolo
- Liceo classico Bernardino Telesio, fondato a Cosenza attorno al 1600 come collegio gesuitico, dall'inizio del XIX secolo real collegio, dal 1861 liceo ginnasio Bernardino Telesio.
- Liceo classico nel Convitto Maria Luigia, fondato a Parma nel 1601 come collegio dei Nobili da Ranuccio I Farnese, dal 1831 Convitto nazionale Maria Luigia.
- Liceo classico Cesare Beccaria, fondato a Milano nel 1603 come istituto religioso mentre era cardinale Federico Borromeo e, dal 1606, denominato scuole Arcimbolde dei Padri Barnabiti, dal 1810 liceo municipale di Sant'Alessandro e dal 1865 liceo classico Cesare Beccaria.[46]
- Convitto nazionale Canopoleno, o Seminario-Convitto Canopoleno, fondato a Sassari nel 1611 dall'arcivescovo Antonio Canopolo come Seminario Tridentino con annesso Convitto per esterni e da lui affidato ai gesuiti. Divenuto nel 1848 Scuola del Convitto nazionale, dal 1860/1861 divenne Liceo-Ginnasio e poi Liceo Classico. Tra i suoi convittori e docenti si ricordano numerosi membri della Compagnia di Gesù e delle Scuole Pie, ecclesiastici e intellettuali sardi di varie epoche e nazionalità (si ricordano per esempio Francesco Cetti, Giovanni Maria Angioy, Giovanni Spano, Palmiro Togliatti, Enrico Berlinguer, Antonio Segni e Francesco Cossiga).[47][48]
- Liceo classico Michele Morelli, fondato a Vibo Valentia nel 1612 come collegio dei gesuiti per interessamento della famiglia Pignatelli, dal 1767 divenne regia scuola, dal 1797 collegio di S. Spirito e dal 1812 real collegio Vibonese. Dal 1939 liceo ginnasio statale Michele Morelli.[49]
- Liceo San Giuseppe Calasanzio, fondato a Carcare (Savona) nel 1621 come collegio degli scolopi. Durante gli anni del risorgimento ebbe come alunni Giuseppe Cesare Abba e Goffredo Mameli, che in questo istituto potrebbe aver scritto le prime strofe dell'Inno d'Italia.
- Liceo Torricelli-Ballardini, fondato a Faenza nel 1623 come collegio gesuitico, dal 1677 il collegio si amplia, dal 1778 la sede è data ai cirstencensi e dal 1815 al 1859 è di nuovo collegio gesuitico. Dal 1803 liceo dipartimentale del Rubicone e dal 1860 ginnasio Evangelista Torricelli.
- Liceo classico Carlo Alberto, fondato a Novara nel 1624 come collegio dei gesuiti, dal 1808 istituto superiore autonomo non religioso, dal 1838 convitto nazionale Carlo Alberto e dal 1865 liceo classico Carlo Alberto.[50][51]
- Liceo Ginnasio San Carlo, fondato a Modena nel 1626 come Collegium nobilium Beatae Mariae Virginis et Sancti Caroli. Dal 2016 Liceo Muratori-San Carlo.
- Liceo classico Pietro Verri, fondato a Lodi nel 1629 come scuola dei padri barnabiti. Durante il periodo austriaco è divenuto imperial regio ginnasio e nel 1865 regio liceo ginnasiale Pietro Verri.
- Liceo classico Cristoforo Colombo, fondato a Genova nel 1642 come Magnifico Collegio dei gesuiti. Dal 1808 fu collegio imperiale e dal 1860 liceo-ginnasio che poi divenne liceo Cristoforo Colombo.[52]
- Liceo classico Ugo Foscolo, fondato a Pavia nel 1647 come istituto superiore dai gesuiti con corsi di grammatica, umanità e retorica, dal 1773 regio ginnasio austriaco e dal 1865 liceo Ugo Foscolo.[53]
- Liceo Francesco Petrarca, fondato ad Arezzo nel 1687 come collegio dei gesuiti. Nel 1857 nasce come liceo, anche musicale, dedicato a Francesco Petrarca.[54]
- Liceo classico Cicognini, fondato a Prato nel 1692 per opera dei padri gesuiti.
- Liceo ginnasio statale Siotto Pintor, fondato a Cagliari nel pieno Seicento come istituto di istruzione dai padri scolopi, dal XIX secolo Ginnasio comunale "San Giuseppe" poi Regio Ginnasio. Venne frequentato da Giovanni Siotto Pintor e da intellettuali del cagliaritano.[55]

### Istituti fondati nel XVIII secolo
- Liceo ginnasio statale Bartolomeo Zucchi, fondato a Monza nel 1728 come collegio dei gesuiti grazie a un lascito di Bartolomeo Zucchi. Divenne in seguito regio imperial collegio poi, nel 1822, venne chiuso per difficoltà economiche e riaperto nel 1826. Dal 1928 liceo parificato e dal 1939 unificato al ginnasio presente nella stessa sede.[56]
- Liceo classico statale Federico Delpino, fondato a Chiavari nel 1749 come ginnasio dei padri scolopi. Nel 1817 viene mantenuto con regio decreto, dal 1863 divenne liceo pareggiato poi liceo governativo dal 1909.[57]
- Liceo classico statale Vittorio Emanuele II, fondato a Napoli nel 1768 da Ferdinando I delle Due Sicilie come convitto gesuitico. Dal 1829 divenne collegio dei Nobili. Garibaldi soppresse l'ordine dei gesuiti e divenne convitto nazionale Vittorio Emanuele II.[58]
- Liceo classico Orazio Flacco, fondato a Bari nel 1774 come regio liceo delle Puglie.[59]
- Liceo classico Giuseppe Parini, fondato a Milano nel 1774 come regio ginnasio di Brera per volontà di Maria Teresa d'Austria. In età napoleonica divenne liceo di Porta Nuova e dal 1865 liceo Giuseppe Parini.
- Liceo ginnasio Giovan Battista Morgagni, fondato a Forlì nel 1777 come ginnasio pubblico e amministrato dal vescovo. Passò temporaneamente all'amministrazione municipale poi di nuovo a quella vescovile, dal 1859 ginnasio-liceo Giovanni Battista Morgagni.[60]
- Liceo classico Niccolò Machiavelli, fondato a Lucca nel 1785. Nel palazzo Lucchesini, nel 1369, la città ottenne da Carlo IV di Lussemburgo il permesso di ospitare un'università ma il progetto non fu realizzato.  Nel 1785 venne istituito un liceo-università dotato di gabinetto di fisica, teatro anatomico, orto botanico e osservatorio astronomico. Nel 1861, guando il Granducato di Toscana entrò a far parte del Regno d'Italia, l'istituto divenne liceo classico Niccolò Machiavelli.
- Liceo classico Umberto I, fondato a Palermo nel 1788 come scuola normale d'istruzione per decreto di Ferdinando I delle Due Sicilie. Dal 1860 divenne ginnasio Sant'Anna e dal 1878 regio ginnasio liceo Umberto I.
- Liceo classico, fondato a San Demetrio Corone nel 1794 come collegio universitario per gli italo-albanesi calabresi. Dal 1833 divenne scuola pubblica e dal 1923 istituto statale, staccato dal collegio.[61]
- Liceo ginnasio statale Arnaldo, fondato a Brescia nel 1797, in epoca napoleonica, durante il periodo della Repubblica Bresciana.[62]

### Istituti fondati nel XIX secolo
- Liceo classico Quinto Orazio Flacco, fondato ad Avigliano come Real Collegio il 30 maggio del 1807 per volere di Giuseppe Bonaparte. Dal 1821 ha sede nella città di Potenza. Nel 1935, in occasione del bimillenario del poeta lucano Quinto Orazio Flacco, fu a lui intitolato.
- Liceo Marco Foscarini, fondato a Venezia nel 1807 per decreto napoleonico come liceo di S. Caterina (aveva sede in un monastero di monache agostiniane di S. Caterina). Dal 1867 diventa liceo Marco Foscarini e dal 1923 diviene liceo classico.
- Liceo classico Marco Polo risale al 1812, nell'ambito delle politiche scolastiche attuate da Napoleone nei territori sotto il suo controllo, sotto forma di ginnasio erariale con un corso di studi che prevedeva soltanto le prime quattro classi di Grammatica. Con il passaggio di Venezia al Regno d'Italia, la scuola assunse la denominazione definitiva di "Ginnasio-Liceo Marco Polo".
- Liceo ginnasio Antonio Pigafetta, fondato a Vicenza nel 1807 come regio liceo con decreto napoleonico. Dal 1867 è liceo ginnasio Antonio Pigafetta.
- Liceo ginnasio statale Scipione Maffei, fondato a Verona nel 1807 come regio liceo con decreto napoleonico, attivo dal 1808, dal 1866 con la denominazione liceo Scipione Maffei.
- Liceo ginnasio statale Antonio Canova, fondato a Treviso nel 1807 come "liceo compartimentale" con decreto napoleonico. Dal 1867 fu intitolato ad Antonio Canova.
- Liceo classico Giacomo Leopardi, fondato a Macerata nel 1808 come regio liceo con decreto napoleonico, attivo dal novembre 1808, dal 1865 con la denominazione liceo Giacomo Leopardi.
- Liceo classico Pietro Giannone, fondato a Benevento nel 1810.
- Liceo classico Tito Livio, fondato a Padova nel 1811 come liceo dipartimentale del Brenta. Dal 1819 divenne ginnasio comunale S. Stefano e dal 1872 liceo classico Tito Livio.[63]
- liceo ginnasio Torquato Tasso, fondato a Salerno nel 1811 da Gioacchino Murat. In precedenza nella sede del liceo vi fu un convento tenuto fino al 1453 dalle clarisse e poi dalle benedettine. Nel 1933 ebbe una nuova sede, che poi ha conservato, e divenne liceo Torquato Tasso.[64]
- Educandato statale "Agli Angeli", fondato Verona nel 1812 da Napoleone Bonaparte negli spazi precedentemente occupati da due conventi cittadini. l'istituto comprende un liceo classico.[65]
- Liceo classico Melchiorre Delfico, fondato a Teramo 1813 con decreto di Gioacchino Murat. Dal 1849 affidato ai padri barnabiti, dal 1857 real liceo e dal 1861 regio liceo ginnasio Melchiorre Delfico di Teramo.
- Liceo classico Tulliano, fondato ad Arpino nel 1814 per decreto di Gioacchino Murat e affidato ai padri barnabiti, dal 1849 affidato ai gesuiti e dal 1861 istituto statale.
- Liceo classico Silvio Pellico, fondato a Cuneo nel 1815 come real collegio. Dal 1928 raccoglie importanti collezioni scientifiche.[66]
- Liceo classico Mario Pagano, fondato da Ferdinando IV, re di Napoli, a Campobasso il 12 marzo 1816, come real collegio, ed elevato a liceo con decreto di Ferdinando II delle Due Sicilie, il 7 maggio 1857[67][68].
- Liceo classico Carmine Sylos, fondato a Bitonto nel 1818 come attività educativa di alto livello intellettuale e civile. Con decreto regio del 31 ottobre 1865, firmato da Vittorio Emanuele II, la sede del Liceo classico fu fissata nell'ex convento di Santa Teresa, e venne affidata ad un Consiglio di Amministrazione di giurisdizione comunale.[69]
- Liceo classico Vincenzo Gioberti, fondato a Torino nel 1822 come collegio di San Francesco da Paola. Dal 1848 comprende anche il collegio di Porta Nuova e dal 1865 diviene liceo classico Vincenzo Gioberti, con agli altri 67 licei del regno.
- Liceo classico Giovanni Plana, fondato ad Alessandria nel 1827 come real collegio, nel 1859 diviene regio liceo-ginnasio e dal 1933 la sua sede viene trasferita.[70]
- Liceo classico Pietro Colletta, fondato ad Avellino nel 1831
- Collegio e Ginnasio valdese, fondato a Torre Pellice nel 1831
- Liceo classico Massimo d'Azeglio, fondato a Torino nel 1831 come Collegio di Porta Nuova, poi diventato liceo nel 1882.
- Liceo classico Giovanni Maria Dettori, fondato a Cagliari nel 1852.
- Liceo classico Galileo Galilei, fondato a Pisa nel 1853 come nome liceo Leopoldo II, fu frequentato, tra gli altri, da Giovanni Gronchi, Carlo Azeglio Ciampi, Enrico Letta. Dal 2017 è stato accorpato al liceo l'istituto tecnico commerciale Antonio Pacinotti e fa parte dell'IIS Galilei-Pacinotti.
- Liceo ginnasio Dante, fondato a Firenze nel 1853 come liceo Fiorentino, per decreto del granduca Leopoldo II di Toscana. Dal 1865 divenne liceo Dante Alighieri.
- Liceo classico Luca de Samuele Cagnazzi, fondato ad Altamura nel 1857 come seminario vescovile aperto, come istituto di istruzione, anche a chi non intendeva seguire una vocazione religiosa. Divenne istituto tecnico ginnasiale di Altamura nel 1861. Nel 1880 divenne collegio pareggiato intitolato a Luca Cagnazzi de Samuele e dal 1908 fu liceo ginnasio. Raccoglie antichi strumenti scientifici di cui alcuni risalirebbero all'Università degli Studi di Altamura, attiva a cavallo tra XVIII e XIX secolo.
- Liceo classico statale Vincenzo Lanza, fondato a Foggia nel 1858.[71]
- Liceo ginnasio statale Luigi Galvani, fondato a Bologna nel 1860 come regio liceo di Bologna. Dal 1865 liceo Luigi Galvani.
- Liceo classico Celio, fondato a Rovigo nel 1860.
- Liceo Ariosto, fondato a Ferrara nel 1860.
- Liceo Quinto Ennio, fondato a Gallipoli nel 1860 nel convento domenicano del centro storico. Nei primi decenni del XX secolo la sua sede fu trasferita.
- Liceo classico Ruggero Settimo, fondato Caltanissetta nel 1860 come liceo comunale provvisorio. Nel 1863 diventò liceo ginnasiale governativo. Sino alla sua fondazione a Caltanissetta esisteva, dal 1809, un liceo gesuitico.
- Liceo ginnasio statale Vincenzo Monti, fondato a Cesena il 10 ottobre 1860.
- Liceo Ginnasio Nicola Spedalieri, fondato a Catania il nel 1860. che oggi non ha più la denominazione di Ginnasio.
- Liceo ginnasio statale “Francesco Maurolico” fondato a Messina nel 1861.
- Liceo ginnasio statale Annibal Caro, fondato a Fermo nel 1861.
- Liceo classico Vittorio Emanuele II, fondato a Jesi nel 1861.
- Liceo ginnasio statale Giorgio Asproni, fondato a Nuoro nel 1861.
- Liceo classico Niccolini Guerrazzi, fondato a Livorno nel 1861.
- Liceo classico Tommaso Gargallo, fondato a Siracusa nel 1861.[72]
- Liceo classico Domenico Morea, fondato a Conversano nel 1861 e intitolato a Domenico Morea che lo diresse per quarant'anni.[73]
- Liceo ginnasio statale Empedocle, fondato ad Agrigento nel 1862 per iniziativa di Antonio Mordini, procuratore di Giuseppe Garibaldi in Sicilia.[74]
- Liceo ginnasio statale Dante Alighieri, fondato a Trieste nel 1863.
- Liceo ginnasio statale Francesco Fiorentino, fondato a Lamezia Terme nel 1863.[75]
- Liceo ginnasio statale Emanuele Duni, fondato a Matera nel 1864 come regio liceo di Matera. Nel 1868 fu intitolato a Emanuele Duni. La sua sede è in palazzo Lanfranchi.
- Liceo classico Bonaventura Secusio, fondato a Caltagirone nel 1864.[76]
- Liceo classico Cneo Nevio, fondato a Santa Maria Capua Vetere nel 1865.
- Liceo classico Vittorio Emanuele II, fondato a Lanciano nel 1865.[77]
- Liceo Ginnasio Statale Daniele Manin, fondato a Cremona nel 1865.
- Liceo Classico Edoardo Amaldi-sede A. Doria, fondato a Novi Ligure dai Padri Somaschi a metà del XIX secolo, divenuto Regio Liceo Ginnasio nel 1866 con la soppressione degli ordini religiosi. Dal 1994 fa parte del Liceo Amaldi di Novi Ligure come sede distaccata.
- Liceo classico “Tiziano”, fondato a Belluno il 25 novembre 1866[78]
- Liceo classico Pietro Giannone, fondato a Caserta nel 1866.[79]
- Liceo classico "Mariano Buratti", fondato a Viterbo nel 1870.[80]
- Liceo classico "San Nilo", fondato a Rossano nel 1871 come ginnasio comunale, divenuto nel 1874 regio ginnasio e liceo classico comunale nel 1915 https://anticabibliotecacoriglianorossano.it/
- Liceo classico “Archita”, fondato a Taranto nel 1872.[81]
- Liceo classico G. e Q. Sella, fondato a Biella nel 1875.[82]
- Liceo Classico Matteo Tondi, fondato a San Severo nel 1876. Dal 1889 diventa regio ginnasio e dal 1935 regio liceo ginnasio. Dal 2000, con il liceo scientifico Giuseppe Checchia Rispoli, costituisce l'istituto statale di istruzione secondaria superiore “G.C. Rispoli – M.Tondi”.[83]
- Liceo classico statale Galileo, fondato a Firenze nel 1878.
- Liceo classico Antonio Calamo, fondato a Ostuni nel 1881 come ginnasio pareggiato ma già esistente in città come seminario vescovile sino alla fine del XVIII secolo. Dal 1894 venne rifondato come liceo privato sino a quando, nel 1933, divenne liceo comunale San Carlo Borromeo”.[84]
- Liceo classico statale "G.Govone", fondato ad Alba nel 1882.[85]
- Liceo ginnasio statale Alessandro Manzoni, fondato a Milano nel 1884, come terzo regio liceo di Milano.[86]
- Liceo ginnasio statale Benedetto Cairoli, fondato a Vigevano nel 1884.
- Liceo ginnasio statale Umberto I, fondato a Ragusa nel 1884.
- Liceo ginnasio statale Terenzio Mamiani, fondato a Pesaro nel 1884.
- Liceo ginnasio statale Terenzio Mamiani, fondato a Roma nel 1885.
- Liceo classico statale Lorenzo Costa, fondato a La Spezia nel 1885.
- Liceo ginnasio Torquato Tasso, fondato a Roma nel 1887. Fu frequentato dai figli del Duce e da Giulio Andreotti (7 volte Presidente del Consiglio e politico democristiano).
- Liceo Giovanni Meli, fondato a Palermo nel 1887 come quarto regio ginnasio, nel 1888 venne intitolato al poeta siciliano Giovanni Meli.[87]
- Liceo classico Giuseppe Manno, fondato ad Alghero nel 1889.[88]
- Liceo classico Marco Minghetti, fondato a Bologna nel 1898.
- Liceo ginnasio Mario Cutelli, fondato a Catania nel 1898, che nel gennaio del 2022 è stato cointitolato al martire Carmelo Salanitro